# Жилой дом (улица Станислава Прощенко, 13)
Жилой дом — памятник архитектуры местного значения в Нежине. Сейчас здесь размещаются магазины. 

## История
Изначально объект был внесён в «список памятников архитектуры вновь выявленных» под названием Жилой дом по адресу Московская дом № 15.
Приказом Министерства культуры и туризма от 21.12.2012 № 1566 присвоен статус памятник архитектуры местного значения с охранным № 10037-Чр под названием Жилой дом.

## Описание
Дом построен в 1910-х годах возле Нежинского уездного училища.
Каменный, одноэтажный на цоколе, прямоугольный в плане дом, с четырёхскатной крышей. Главный фасад направлен во двор. Четырёхугольные оконные проёмы увенчаны сандриками на кронштейнах, некоторые из которых с треугольными фронтонами. Фасад и внутреннее планирование были преобразованы, в частности появились входные двери со стороны тылового фасада. 